# 바이오텐
바이오텐 주식회사(영어: Bioten)는 대한민국의 식품 제조업체이다.

## 역사
- 2010년 10월: 회사설립(바이오텐)
- 2011년 9월: 기업부설연구소 설립
- 2011년 12월: 항바이러스소재 KW-100 기술이전 실시 계약 체결(한국생명공학연구원)
- 2012년 2월: 동물의약외품 제조품목 허가 신청(살균소독제)
- 2012년 2월: 해외 수출 달성(말레이시아)
- 2012년 9월: 벤처기업 인증
- 2013년 7월: 면역증강 소재 KR-500 기술이전 실시 계약 체결(한국생명공학연구원)
- 2014년 7월: ISO 9001 인증
- 2015년 12월: 기술혁신형 중소기업 인증(이노비즈)
- 2016년 6월: 한국생명공학연구원 창조기술 실용화사업(예비히든챔피언) 지원 기업 선정
- 2016년 8월: 난용성 물질의 복합체 수용화기술 기술이전 실시 계약 체결(한국생명공학연구원)
- 2017년 4월: 로타바이러스 예방 또는 치료용 조성물 기술이전 실시 계약 체결(한국생명공학연구원)
- 2019년 12월:한국생명공학연구원 패밀리기업 지정
- 2020년 2월: 로타바이러스 치료제 임상 1상 IND 승인 완료
- 2020년 12월: 팜젠사이언스(전 우리들제약(주))와 제조, 판매, 공급 계약 체결
- 2021년 3월: 전라북도 AI(조류인플루엔자) 저감제 시범사업 선정
- 2021년 8월: 칠레, 방글라데시, 대만 수출 개시
- 2022년 12월: 2022년 매출 100억 이상 달성
- 2023년 2월: COVID-19 치료 가능성 연구결과 국제면역약리학회지 2월호 게재
- 2023년 3월: 자사 브랜드 TENQmin 런칭
- 2023년 10월: 코넥스 상장[1]
- 2024년 6월: 비만예방, 개선 또는 치료용 조성물 기술이전 실시 계약 체결(한국생명공학연구원)
- 2024년 6월: 제 2공장(영광) 매입
- 2024년 7월: 대장암 예방 또는 치료용 조성물 기술이전 실시 계약 체결(한국생명공학연구원)
- 2024년 7월: 텐큐민에스플러스 건양대 대장암 임상시험 IRB 승인